# Amphitetranychus viennensis
Amphitetranychus viennensis är en spindeldjursart som först beskrevs av Zacher 1920.  Amphitetranychus viennensis ingår i släktet Amphitetranychus och familjen Tetranychidae. Arten är reproducerande i Sverige. Inga underarter finns listade i Catalogue of Life.